# Machlon en Kiljon
Machlon (מחלון) en Kiljon (כליון) waren twee broers die in het Bijbelboek Ruth voorkomen (Oude Testament). Het waren de zonen van Naomi en Elimelech. De broers en hun ouders gingen naar Moab omdat er in Bethlehem geen koren meer groeide met hongersnood als gevolg. Machlon en Kiljon trouwden met Orpa en Ruth, beide Moabitisch. Na enkele jaren stierf de vader Elimelech. Kort daarna stierven Machlon en Kiljon. Beide huwelijken zijn kinderloos gebleven.
Weduwe Ruth ging met moeder Naomi mee terug naar Bethlehem en daar hertrouwde ze met Boaz, een rijke boer en tevens familielid van Machlon en Kiljon. Boaz en Ruth kregen een zoon, Obed, vader van Isaï en grootvader van koning David. Obed was een zoon van Boaz, maar werd volgens afspraak beschouwd als zoon van Machlon.
De naam Machlon betekent 'ziekelijk', terwijl Kiljon staat voor 'zwak'. Dit staat symbool voor het zwakke, zondige bestaan van de mens. Ook kan het verwijzen naar hun jonge overlijden.